# Peter Finzer
Peter Finzer (* 1957) ist ein deutscher Wirtschaftswissenschaftler.

## Leben
Peter Finzer absolvierte zunächst eine Ausbildung zum Bankkaufmann. Anschließend studierte er an der Universität Mannheim Wirtschaftspädagogik und Betriebswirtschaftslehre und war wissenschaftlicher Assistent am Lehrstuhl für Allgemeine Betriebswirtschaftslehre, Personalwesen und Arbeitswissenschaft an der Universität Mannheim. Mit der Arbeit „Personalinformationssysteme für die betriebliche Personalplanung“ wurde er 1991 an der Universität Mannheim zum Dr.rer.pol. promoviert.
Nach Tätigkeiten in der Industrie und dem Handel erfolgte 1992 die Berufung zum Professor für Betriebswirtschaftslehre mit dem Schwerpunkt betriebliches Personalmanagement an der Hochschule Fulda. Er hat verschiedene Beiratsmandate; er ist im Stiftungsrat von FORKIDS.
Er ist seit 1978 Mitglied der katholischen Studentenverbindung K.D.St.V. Churpfalz Mannheim im CV.